# Église Saints-Hermès-et-Alexandre de Theux
L'église Saints-Hermès-et-Alexandre est une église de style roman située sur le territoire de la commune belge de Theux, en province de Liège.
L'église actuelle est le troisième édifice à succéder à une chapelle originale du VIe siècle et constitue le seul exemple d'église-halle romane du XIe siècle conservé dans l'entre-Loire-et Rhin,,. 
L'édifice est classé au patrimoine immobilier de Wallonie depuis 1942.

## Historique
Quatre édifices se sont succédé sur le site de l'église Saints-Hermès-et-Alexandre, illustrés par un ensemble de maquettes présentées dans le collatéral droit :
1. une minuscule construction rectangulaire, dont on retrouve des vestiges sous le chœur de l'actuel édifice, érigée au VIe ou  VIIe siècle[1] voire plus tôt[4]
2. une petite chapelle mérovingienne résultant de l'agrandissement vers l'ouest, au VIe ou  VIIe siècle, de l'édifice précédent[1],[4]
3. une église carolingienne construite durant la seconde moitié du IXe siècle[3], précédée d'une tour à l'ouest[1],[4]
4. une église romane de la fin du Xe siècle ou du début du XIe siècle[1], dotée d'un petit chevet rectangulaire et d'une tour à l'ouest[4]

L'église romane a ensuite connu de nombreuses modifications qui ont façonné son apparence actuelle :
- XIIIe siècle : érection d'une tour fortifiée contre la façade nord[1],[3]
- XIVe siècle :
  - ajout d'un hourd (ouvrage en bois en encorbellement) au sommet de la tour[1],[3]
  - ajout de tourelles d’angle aujourd'hui disparues[2],[4]
- 1512 : remplacement du chevet roman rectangulaire par un chœur gothique[1]
- 1626 : construction du porche adossé à la façade nord
- 1630 : réalisation du plafond à caissons de la nef[1]
- 1655 : construction de la chapelle Wolff, adossée à la façade méridionale[1]
- XVIIIe siècle : remplacement des petites fenêtres romanes par de grandes fenêtres classiques[1]

L'église Saints-Hermès-et-Alexandre fait l'objet d'un classement au titre des monuments historiques depuis le 9 juin 1942.

## Architecture

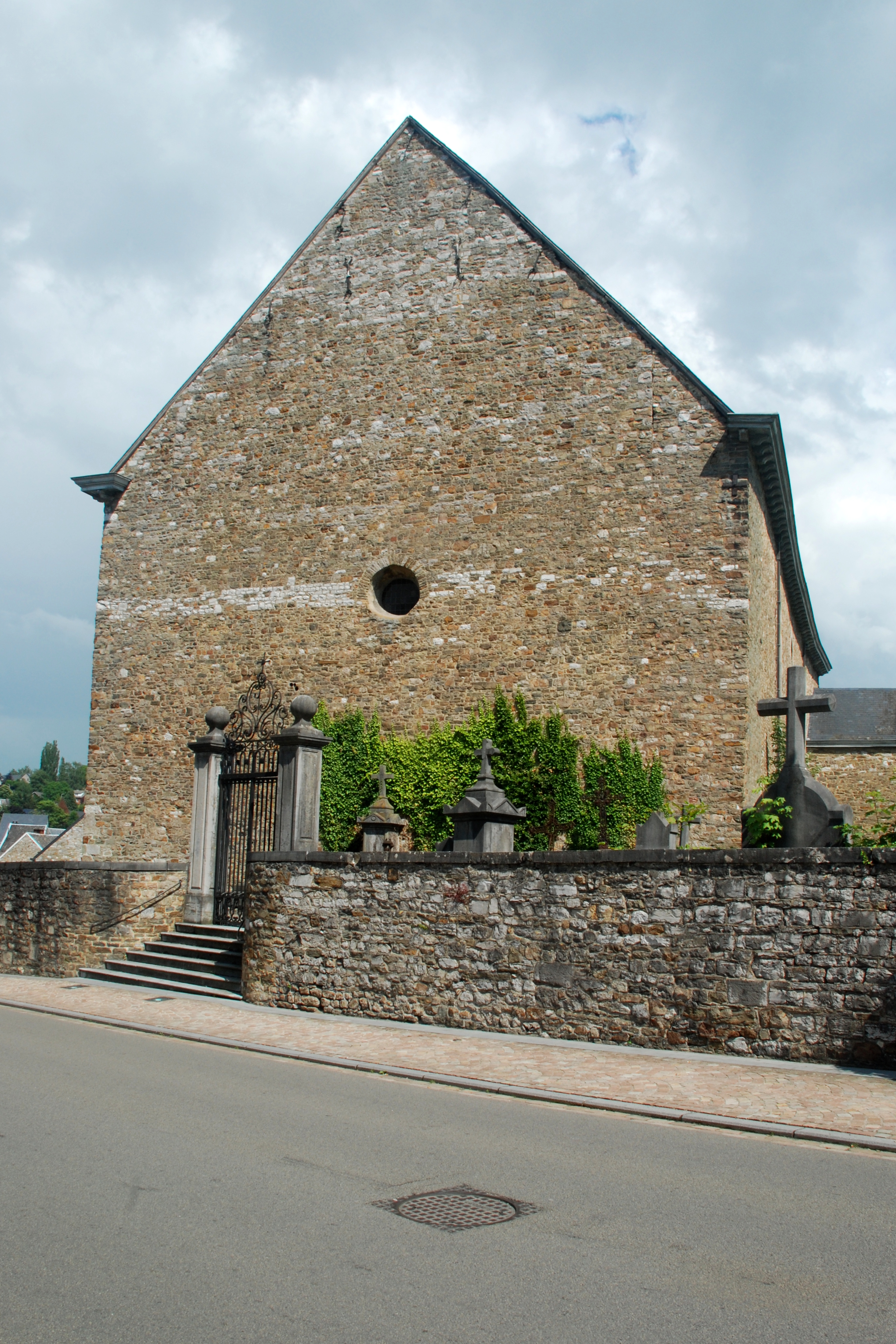
La façade occidentale.

### Architecture extérieure

#### Maçonneries
L'église, recouverte d'une vaste toiture d'ardoises, est édifiée en moellons de grès. La pierre calcaire a été utilisée pour les encadrements des baies et pour les chaînages d'angle ainsi que pour la construction du chevet gothique et du porche adossé à la façade nord.

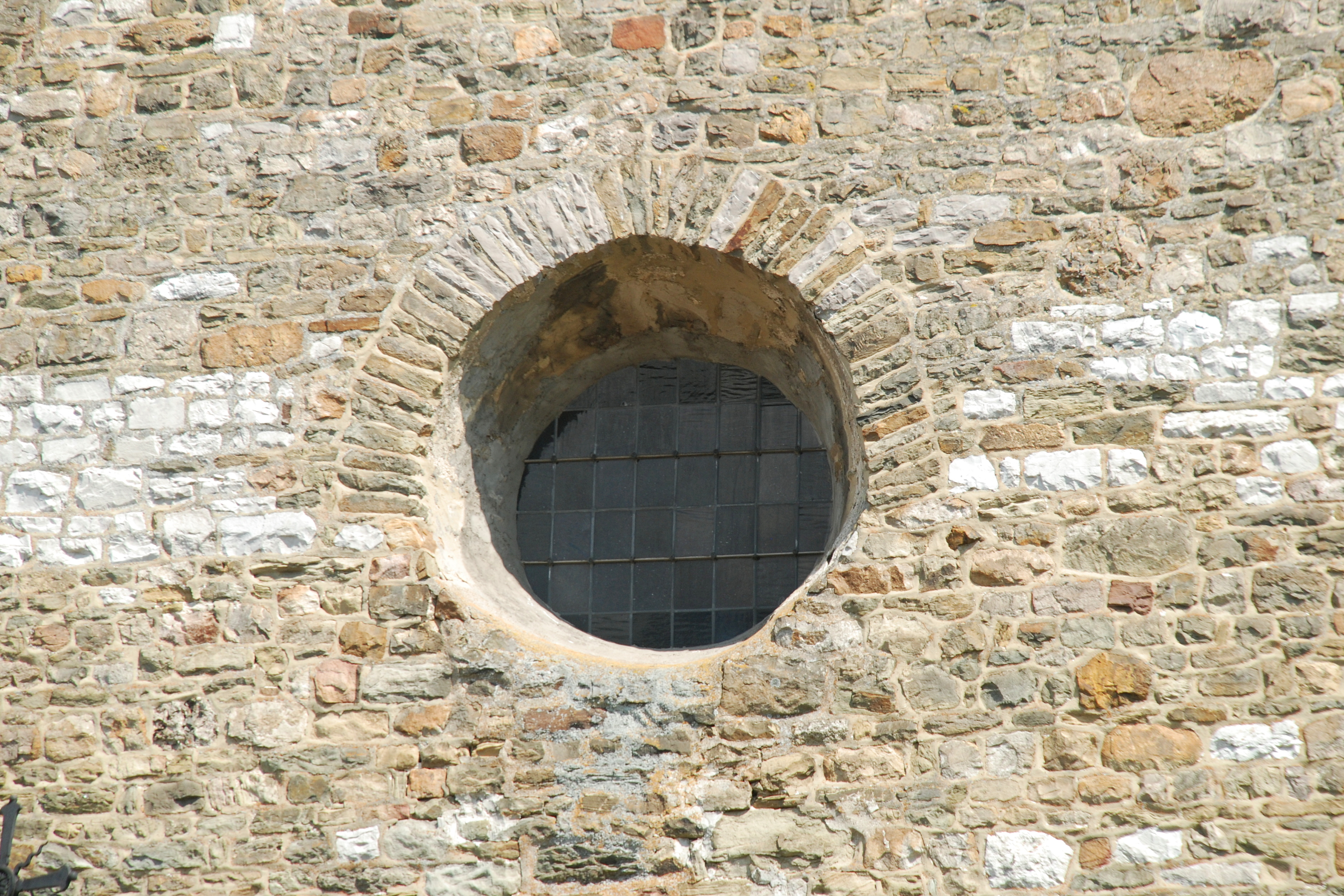
L'oculus de la façade occidentale.

#### Façade occidentale
La façade occidentale, impressionnante de sobriété, présente pour toute décoration un petit oculus orné, dans sa moitié supérieure, d'un arc constitué de moellons.
Son pignon est renforcé de sept ancres de façade.
Cette façade présente des moellons de couleur blanche dans sa partie haute ainsi que de part et d'autre de l'oculus.

#### Façade méridionale
La façade méridionale présente deux couleurs de maçonnerie différentes : moellons bruns sur toute la longueur de la façade et moellons de couleur olivâtre à l'extrémité ouest de la façade.
Cette façade est percée de trois grandes fenêtres de style classique à encadrement de pierre bleue et piédroits harpés mais elle montre encore les traces de trois petites fenêtres romanes murées, placées très haut : deux de part et d'autre de la fenêtre de gauche et contre la fenêtre centrale.
À l'extrémité est de la façade méridionale se dresse la chapelle Wolff, édifiée en 1665 par François Wolff (ancien bourgmestre de Theux) pour y établir sa sépulture. Cette chapelle, édifiée dans le même type de moellon que l'église, présente des chaînages d'angle en pierre bleue ainsi qu'une petite baie cintrée.
|  |  |  |

#### Façade septentrionale
La façade septentrionale est dominée par la silhouette imposante de la tour fortifiée édifiée au cours du XIIIe siècle.
Cette massive tour carrée, édifiée en moellons bruns comme l'ensemble de l'église, présente des chaînages d'angle en pierre plus claire et est percée de fines meurtrières.
Elle est surmontée d'un hourd (ouvrage en bois en encorbellement) ajouté durant la deuxième moitié du XIVe siècle. Ce hourd est percé sur chacune de ses faces d'une baie carrée ou rectangulaire pourvue d'abat-sons encadrés de colonnettes.
À droite de la tour se dresse le porche érigé en pierre de taille assemblée en grand appareil, comme le chevet. Ce porche fut érigé en 1626 comme l'atteste le chronogramme gravé dans la pierre au-dessus de la porte en plein cintre :

« MarIe LeIeVne henrI 

aV seIgneVr DIeV LIee 

mourant a restauré de ce temple l entrée »

|  |  |  |

#### Chevet
À l'est, l'église se termine par un chevet gothique à trois pans édifié en 1512 en pierre de taille assemblée en grand appareil.
Ce chevet, de petite taille, est soutenu par d'épais contreforts et flanqué de chapelles latérales.

### Architecture intérieure

#### Portail
Le porche adossé à la façade nord abrite un portail en marbre noir de Theux dont les piédroits moulurés sont ornés d'une fine colonnette qui repose sur une base octogonale et se prolonge au niveau de l'arc en plein cintre.
Ce portail est surmonté d'une croix de pierre représentant le Christ en croix et est flanqué de deux bénitiers gothiques datés du XVIe siècle, également en marbre noir de Theux. Ces deux bénitiers, semblables par leur structure générale et par la décoration de leur fût orné d'un personnage sculpté, diffèrent par leur coupe (lisse à gauche et ornée à droite) et leur base (carrée à gauche et octogonale à droite).
|  |  |  |

#### Nef et collatéraux
L'église présente la particularité d'être une église-halle, c'est-à-dire une église dont la nef et les collatéraux sont de même hauteur : elle constitue, comme il a été dit plus haut, le seul exemple d'église-halle romane du XIe siècle conservé dans l’entre-Loire-et Rhin.
La nef et les collatéraux sont séparés par de puissants piliers carrés à imposte chanfreinée.
Ces piliers portent des arcs en plein cintre qui soutiennent le plafond plat.

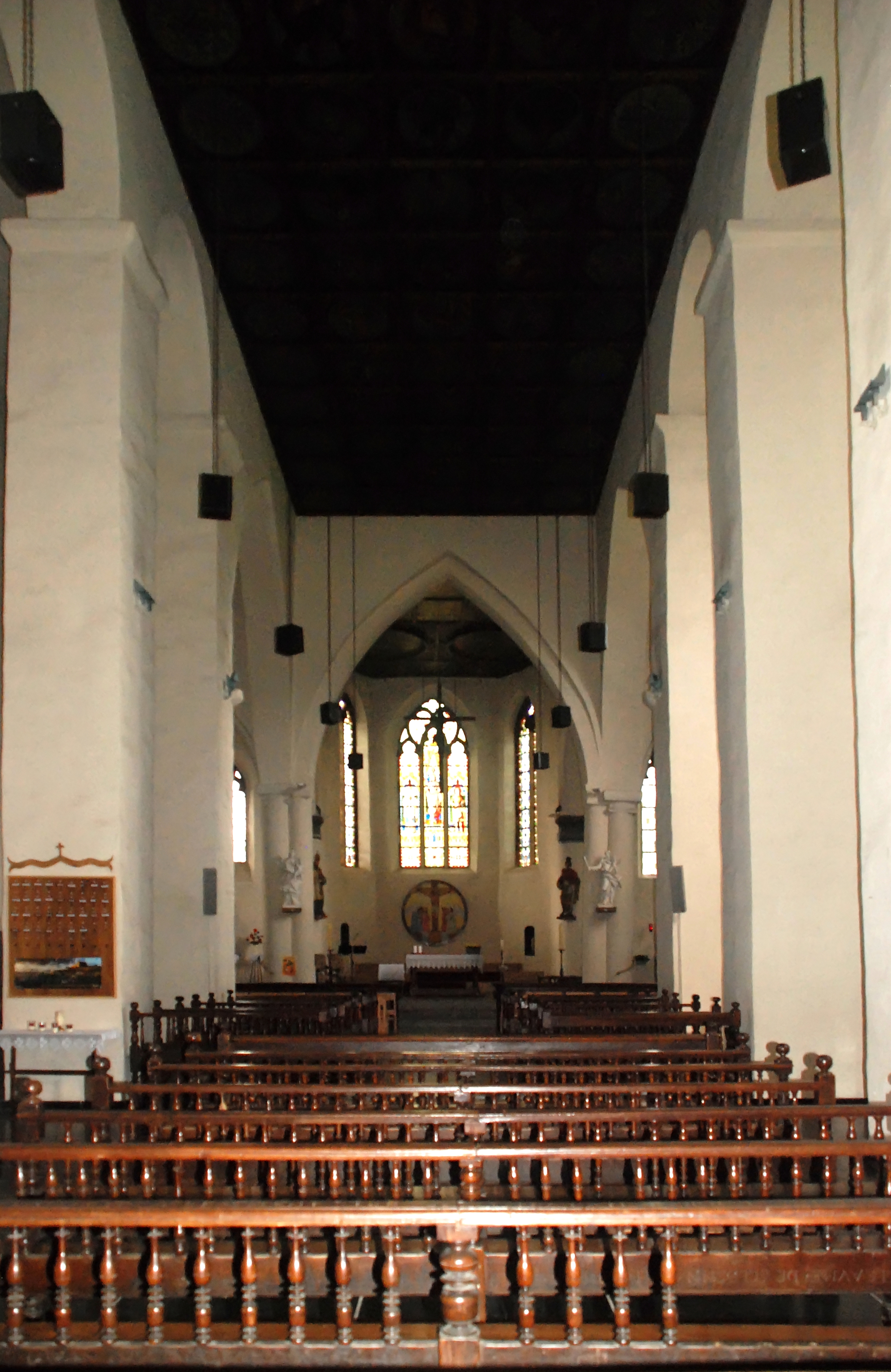
La nef et le chœur.
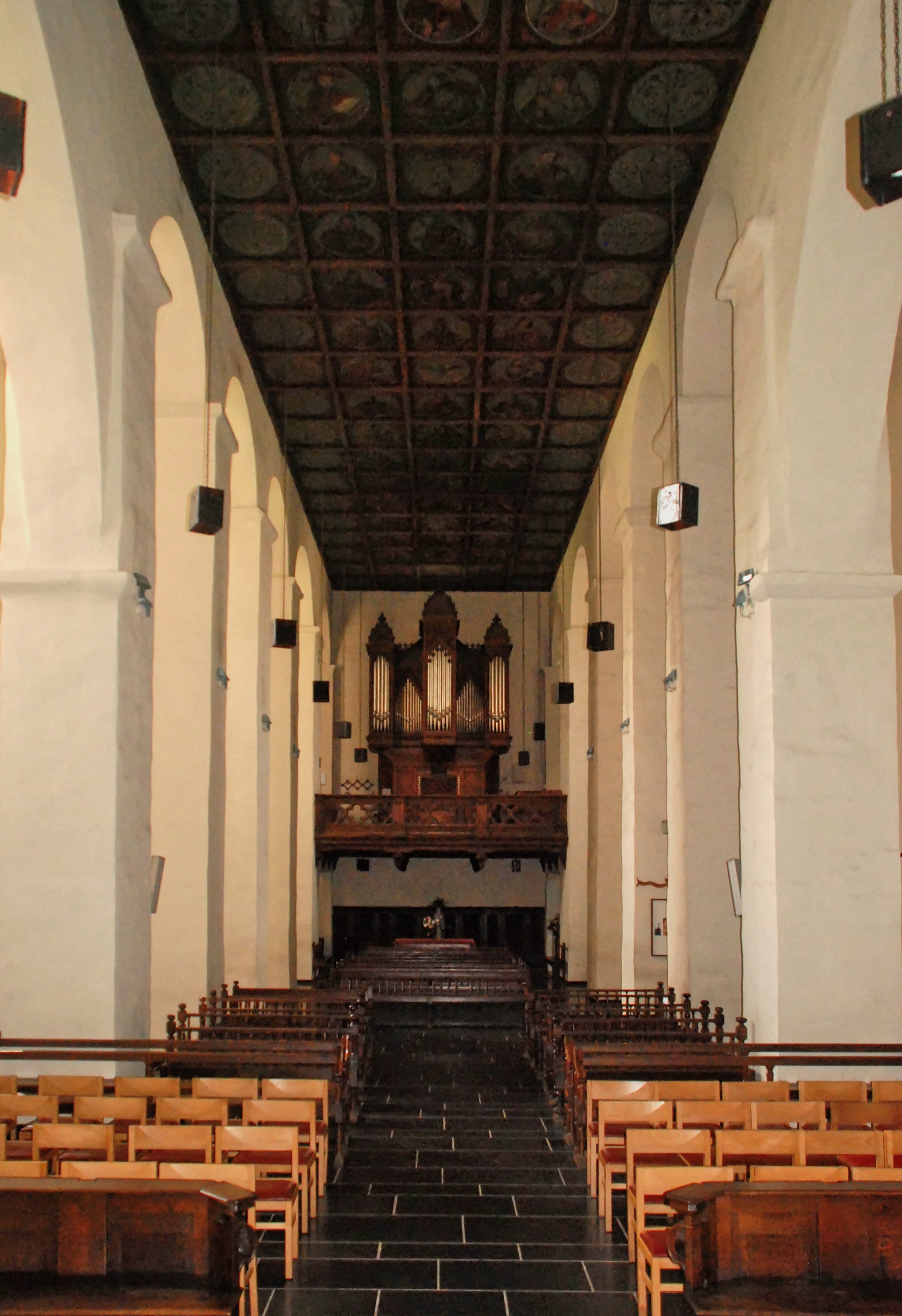
La nef et le buffet d'orgue.
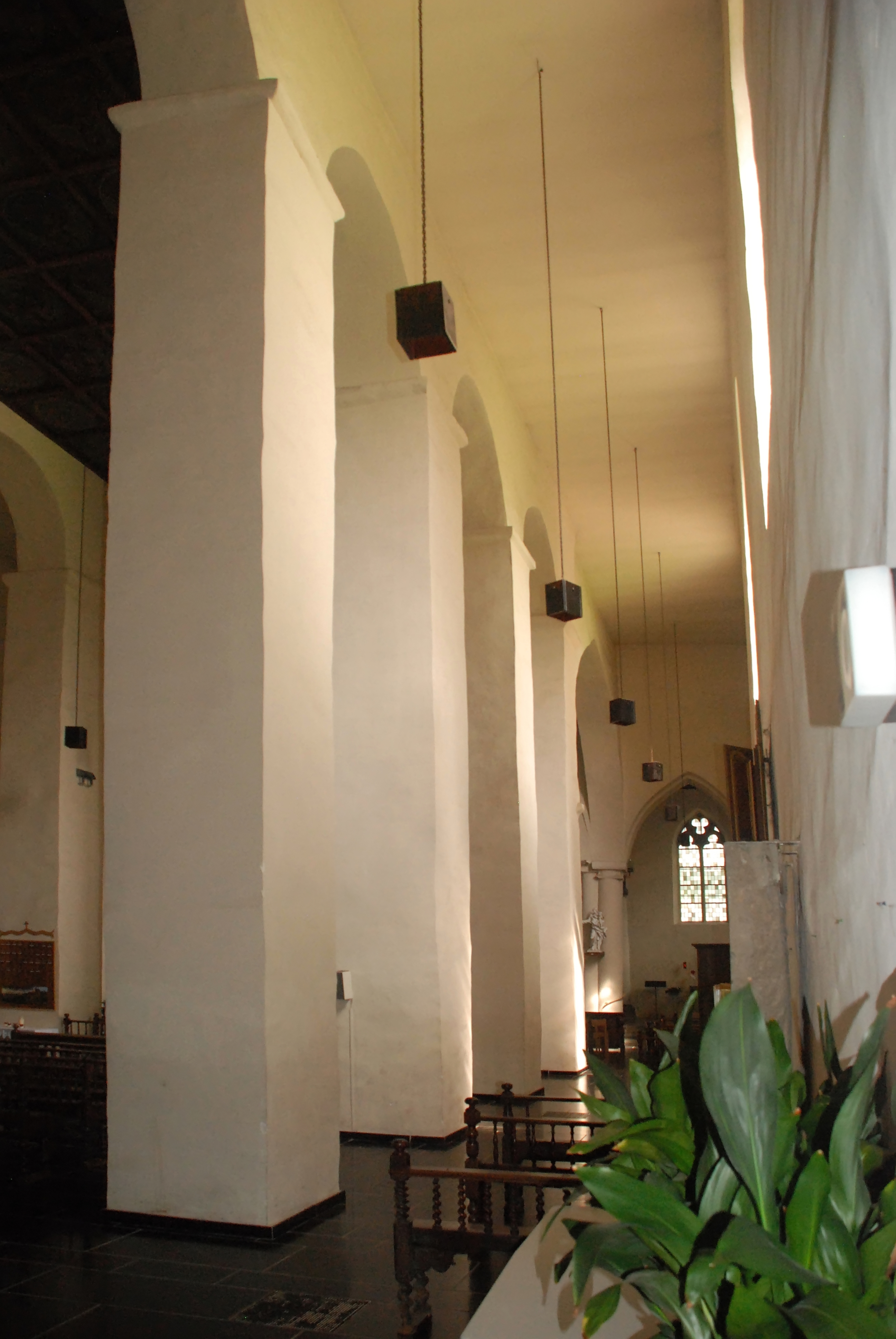
Le collatéral droit.

#### Plafond
Le plafond plat des collatéraux est enduit tandis que celui de la nef centrale est un plafond à caissons réalisé en 1630 dont les panneaux peints représentent de nombreux  personnages religieux tels le Christ (Ecce Homo), sainte Jeanne, sainte Barbe, saint Charles Borromée, saint François-Xavier…

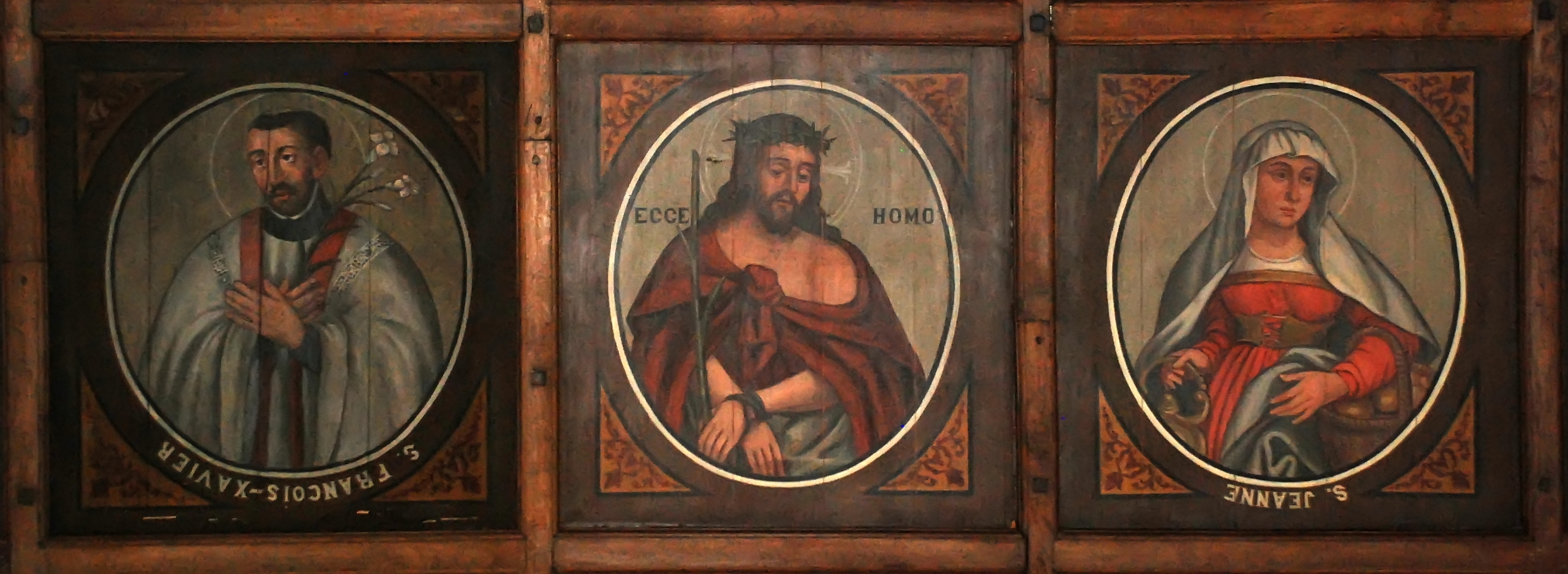
Trois panneaux du plafond à caissons de la nef :
Ecce Homo entouré de saint François-Xavier et de sainte Jeanne.

#### Chœur

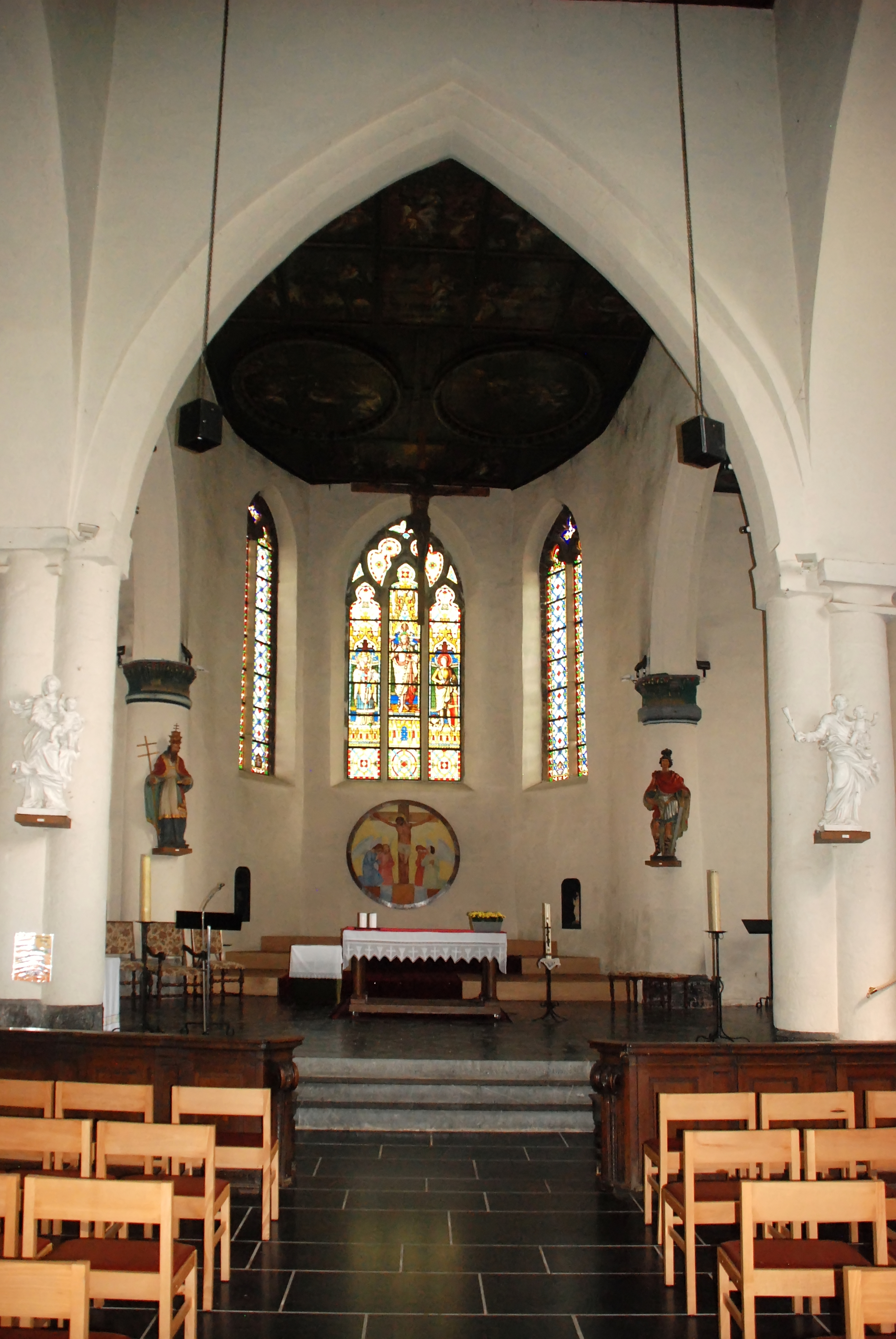
Le chœur gothique.

Le chœur gothique à trois pans est éclairés par de hautes fenêtres ogivales dont la principale est ornée d'un beau remplage.
Les colonnes situées de part et d'autre du chœur portent de beaux chapiteaux ornés de feuilles stylisées de couleur vert et or sur fond rouge.

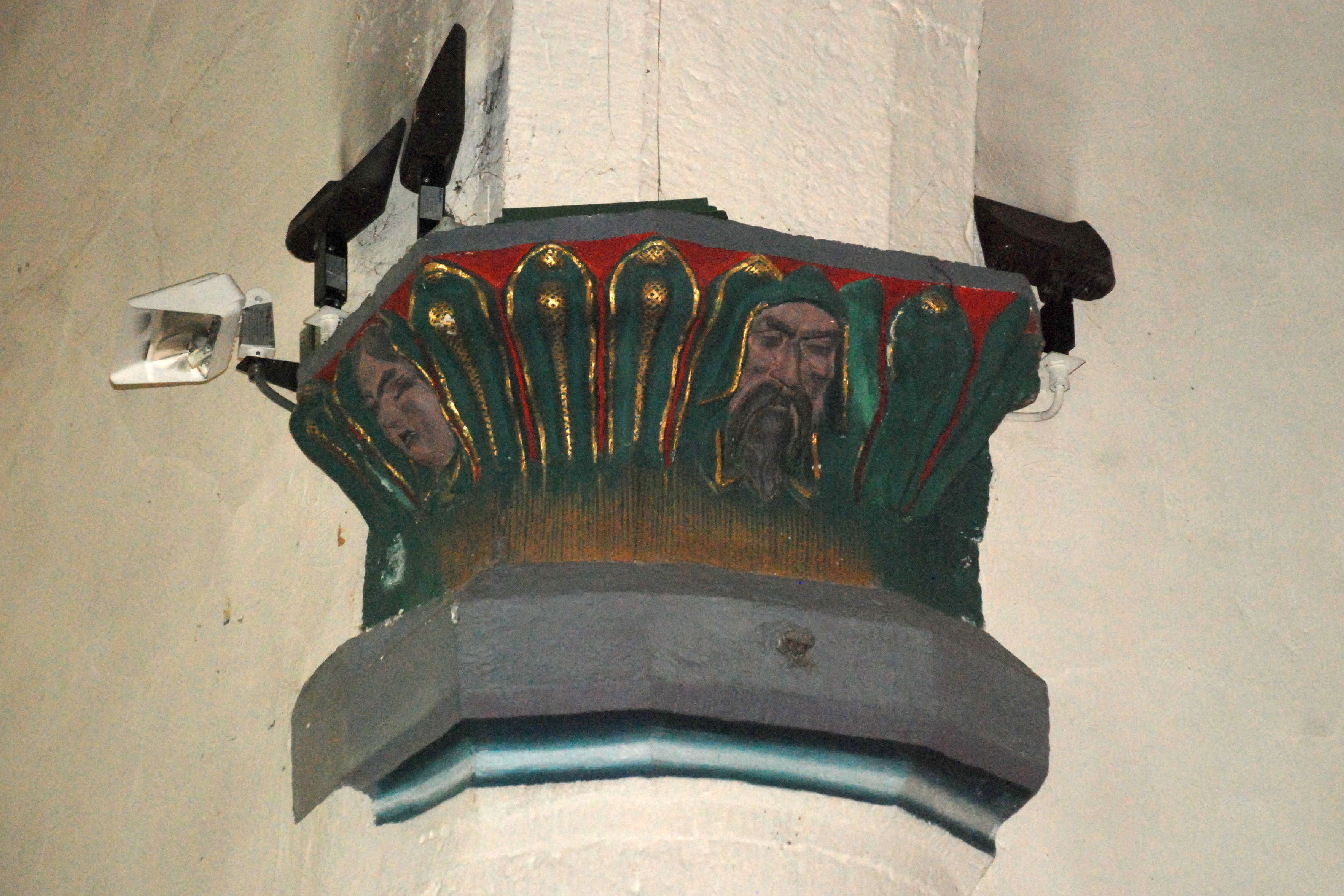
Chapiteau.